# ودر نتورک
ودر نتورک (انگلیسی: The Weather Network) شرکت رسانه‌ای کانادایی است، که در سال ۱۹۹۰ تأسیس شد.